# Зеленград (Обровац)
Зеленград је насељено мјесто у Буковици, у сјеверној Далмацији. Припада граду Обровцу, у Задарској жупанији, Република Хрватска.

## Географија
Налази се 5 км југоисточно од Обровца.

## Историја
Зеленград се од распада Југославије до августа 1995. године налазио у Републици Српској Крајини.

## Култура
У Зеленграду се налази храм Српске православне цркве Св. Апостола Петра и Павла из 1856. године. Црква је девастирана у последњем рату, а обновљена је 2009. године.
- Црква у Зеленграду, посвећена апостолима Петру и Павлу.
- Иконостас у цркви у Зеленграду.
- Крстионица у цркви у Зеленграду.

#### Филм Време чуда
Филм Време чуда је сниман у селу, и за потребе филма је изграђена црква, у којој се чуда из филма дешавају.
- Црква у којој се одвија радња филма, изграђена у Зеленграду.
- Црква у којој се одвија радња филма, изграђена у Зеленграду.

#### Преснац фест
Од 2011, у Зеленграду се крајем августа одржава манифестација "Преснац фест" посвећена очувању традиције прављења буковачког преснаца - локалне посластице, као и одржавању и оживљавању низа других народних обичаја.

## Становништво
Према попису из 1991. године, Зеленград је имао 512 становника, од чега 458 Срба, 52 Хрвата и 2 остала. Према попису становништва из 2001. године, Зеленград је имао 44 становника. Зеленград је према попису становништва из 2011. године имао 77 становника.
| Националност       | 1991. | 1981. | 1971. | 1961. |
| Срби               | 458   | 482   | 546   | 601   |
| Југословени        |       | 4     | 1     |       |
| Хрвати             | 52    | 71    | 76    | 87    |
| остали и непознато | 2     | 1     | 1     |       |
| Укупно             | 512   | 558   | 624   | 688   |

| Демографија | Демографија | Демографија |
| Година      | Становника  | Становника  |
| ----------- | ----------- | ----------- |
| 1961.       | 688         |             |
| 1971.       | 624         |             |
| 1981.       | 558         |             |
| 1991.       | 512         |             |
| 2001.       | 44          |             |
| 2011.       |             | 77          |

## Попис 1991.
На попису становништва 1991. године, насељено место Зеленград је имало 512 становника, следећег националног састава:
| Попис 1991.‍  | Попис 1991.‍  | Попис 1991.‍ | Попис 1991.‍ | Попис 1991.‍ |
| ------------ | ------------ | ----------- | ----------- | ----------- |
|              |              |             |             |             |
| Срби         | Срби         |             | 458         | 89,45%      |
| Хрвати       | Хрвати       |             | 52          | 10,15%      |
| неопредељени | неопредељени |             | 1           | 0,19%       |
| непознато    | непознато    |             | 1           | 0,19%       |
| укупно: 512  |              |             |             |             |

## Презимена
- Адам — Православци, славе Св. Стефана
- Веселиновић — Православци, славе Св. Петра и Павла
- Гагић — Православци, славе Ђурђевдан
- Зечевић — Православци, славе Ђурђевдан
- Олујић — Православци, славе Аранђеловдан
- Пуповац — Православци, славе Ђурђевдан
- Тепша — Православци, славе Св. Козму и Дамјана
- Чепрња — Православци, славе Св. Јована
- Митровић — Римокатолици

## Познате личности
- Јовица Пуповац (1961–2022), српски пјевач.
- Миле Делија (1964), српски пјевач.